# Прибрежный (Калининград)
Прибрежный — посёлок в составе Московского административного района Калининграда. Расположен на удалении от остального города, на берегу Калининградского залива, рядом с Голубыми озёрами (бывшие песчаные карьеры). Население, по данным на 2005 год,  6200 человек. Площадь — примерно 2 кв. км. 

## Физико-географическая характеристика

### Географическое положение
Прибрежный расположен в Калининградской области. Калининград является эксклавом Российской федерации, а Прибрежный подобным образом отделён от города, но находится в его составе. Расположен на берегу Калининградского залива (на севере), Голубых озёр (на востоке) и карьера (на западе).

## Растительность
На территории Прибрежного расположена лесополоса площадью около 2 кв.км. В данной лесопарковой зоне в большинстве своём растут ели, сосны, дубы и березы. Также, некоторую часть составляет сирень.

## Фауна
Животный мир Прибрежного несколько скуден. На территории лесопарковой зоны обитают белки, ежи, а также несколько представителей пресмыкающихся: ужи, ящерицы. Среди птиц на территории посёлка и прилежащей к нему территории обитают вороны, голуби, воробьи, лебеди, чайки, сороки, синицы и большой пёстрый дятел.

## История

### Первое упоминание
Древний человек поселился в районе Прибрежного уже в 3 тысячелетии до н. э. В VI—IV веках до н. э. на холме южнее посёлка располагалось поселение эпохи раннего железа, в котором жили древние балты. Во второй половине 1 тысячелетия н. э. на том же холме обосновались пруссы. В поселении в 1996—1999 годах неолитическим отрядом БАЭ ИА РАН было обнаружено большое количество находок лепной (VI—VIII века) и гончарной керамики (X—XII века). 
Жизнь этого прусского поселения прекратилась с нашествием рыцарей Тевтонского ордена в XIII веке. Лишь в XIV веке под холмом возникла немецкая деревня Wardienen. В то же время в окрестностях будущего Прибрежного возникает ряд деревень орденского периода: Капустигаль (Capustigall; позднее Вальдбург), Wangitt (Рыбное Гурьевского района), Dumpelkrug (сейчас карьер), Maulen и Pinnau (не сохранились). В Маулене на рубеже XIV—XV веков был построен красивый господский дом, разрушившийся к XX веку. Усадьба Капустигаль служила резиденцией прусской (протестантской) ветви прославленного рода Вальдбургов и впоследствии получила их имя.

Самое раннее упоминание о поселение, которое удалось установить, относится к первой половине XVIII века. Посёлок назывался Хайде (нем. Heide — пустошь). Название вполне соответствовало открытой песчаной местности на берегу Вислинского залива. Жители посёлка занимались рыбной ловлей и мелкой торговлей на тракте Кенигсберг — Бранденбург. В 1785 году в посёлке насчитывалось 16 дворов. В 1820 году одна часть селения относилась к волостному управлению, а другая подчинялась посёлку Капустигаль. В Капустигале (1,5 км к югу от Хайде) было расположено господское имение графов Дона-Шлобиттен, которое являлось административным центром близлежащих земель. 

### Становление посёлка
В 1844 году посёлок стал называться Хайде-Вальдбург (Heide-Waldburg). Тогда в посёлке находилось отделение кенигсбергской баптистской общины Хаберберг, относившееся к приходу в Хаффштромме (Haffstromm, сейчас пос. Шоссейный Гурьевского района). Церковь была построена в середине XIV века. До наших дней здание кирхи не сохранилось — на её месте песчаный карьер. В середине XIX века в Хайде-Вальдбурге насчитывалось 17 дворов и около 180 жителей. К началу XX века это была типичная немецкая деревня, в которой располагались школа (ныне здание отделения связи и библиотеки по Парковой ул., 1), гостевой дом и трактир (хозяин — Г. Гронерт; дом сохранился), кирпичный заводик. Сырьё для завода добывалось тут же в карьерах. От карьеров и заводика до нового пирса была проложена ветка для вагонеток. На окрестных полях в изобилии произрастал картофель, чему способствовала хорошая песчаная почва. В 30-е годы XX века была построена спортивная площадка (ныне дачные участки, граничащие с Мамоновским шоссе, на въезде в Прибрежный). В 1937—1939 годы началось строительство нового завода для производства кирпича и бетонных изделий. К началу войны на месте нынешнего ЖБИ-1 действовал один цех и располагалось несколько бараков. Работало две электромельницы. К 1940 году в Хайде-Вальдбурге было 27 дворов. Население посёлка на 7 мая 1939 г. составляло 298 чел. С началом Великой Отечественной войны в Германию начали поступать крупные партии советских военнопленных. Они размещались с 1942 года в больших бараках в районе пос. Зеепотен (Seepoten, сейчас Голубево Гурьевского района). Их труд использовался на полевых и строительных работах, они также были батраками у зажиточных крестьян. В середине 1943 года пленных задействовали в строительстве завода по выпуску железобетонных изделий и строительства оборонительных сооружений на востоке Пруссии. Об этом советские жители посёлка узнали в 1957 г., когда во время сильного урагана сорвало крышу с цеха №-1. На стропилах были обнаружены имена и фамилии пленных, строивших завод. Судьба их была трагичной. Бывшие немецкие жители посёлка, приезжавшие в 1990-е годы, рассказывали, что незадолго до наступления советских войск в январе 1945 г. триста русских были расстреляны на месте старого кладбища (на полпути к пос. Голубево).
Посёлок Хайде-Вальдбург играл ключевую роль в обороне Кенигсберга с юга. Мимо него проходила асфальтированная имперская дорога №-1 на Берлин. При потере этой дороги и выходе советских войск к заливу Фришес-Хафф в районе посёлка немецкие дивизии в Кенигсберге оказывались отрезанными от остальных частей вермахта. Последние были размещены южнее города, в районе Хайлигенбайля (Мамоново). Окончательно частям 11-й Гвардейской армии удалось захватить район только 13 марта 1945 года. По сей день напоминает о героических подвигах наших солдат братская могила, расположенная на въезде в посёлок.

### Прибрежный в наше время
Современный посёлок Прибрежный был построен в пятидесятых — шестидесятых годах одновременно с восстановлением завода железно-бетонных изделий, который и стал посёлкообразующим предприятием. Завод и посёлок были построены примерно в 13 километрах от центра Калининграда, на берегу Калининградского залива, рядом с песчаными карьерами. В 1988 году на базе лечебно-трудового профилактория была создана и функционирует по настоящее время психиатрическая больница Калининградской области N-2.

## Экономика
В прошлом посёлок был «придатком» завода ЖБИ. В девяностых годах завод закрылся. Потом был открыт вновь и производит продукцию до сегодняшнего дня. В 2007 года на площадях бывшего завода ЖБИ был открыт завод по производству керамического кирпича «БалтКерамика». Всего в посёлке имеется семь различных промышленных предприятий, развита торговая сеть.

## Транспорт
Посёлок расположен, на небольшом удалении от автомобильной дороги Калининград — Ладушкин — Мамоново. Имеется регулярное автобусное сообщение с Калининградом (автобусные маршруты № 18 и 19). Выдвигались проекты строительства в посёлок троллейбусной линии.
В посёлок заходит ответвление железной дороги Калининград — Мамоново — Польша. Пассажирское железнодорожное сообщение с посёлком существовало до 1990-х годов  Архивная копия от 19 октября 2021 на Wayback Machine. Ныне железная дорога используется только для снабжения и вывоза продукции ЖБИ.

## Социально-бытовая инфраструктура
В посёлке есть средняя общеобразовательная школа №-48, детский сад, и детская музыкальная школа, общественная баня, библиотека, почтовое отделение, эллинги. В 2006 году в Прибрежном открылось поликлиническое отделение городской многопрофильной больницы. Построен Храм Святой княгини Ольги.

## Топографические карты
- Лист карты N-34-XV Бартошице. Масштаб: 1 : 200 000. Состояние местности на 1980-1984 год. Издание 1987 г.